# Grigg-Skjellerups komet
Grigg-Skjellerups komet (formell beteckning 26P/Grigg-Skjellerup) är en periodisk komet. 
Den upptäcktes första gången 23 juli 1902 av John Grigg i Thames, Nya Zeeland. Griggs gjorde observationen i stjärnbilden Jungfrun och noterade då att han såg en nebulosa dubbelt så stor som Jupiter. Han fick en kort glimt av kometen det följande dygnet, men observationen bekräftades inte förrän den 27:e när väderförhållandena var bättre. Grigg gjorde fler observationer de närmaste dagarna, men då hans rapporter inte nådde ut i tid förblev han den ende observatören detta år. När han gjorde beräkningar på omloppsbanan visade det sig att han hittat en tidigare okänd komet.
James Francis Skjellerup gjorde nya observationer i Kapstaden den 17 maj 1922. Observationerna bekräftades från resten av världen och man bedömde dess magnitud till 11 och dess storlek till mellan fyra och fem bågsekunder. Beräkningarna av banan antydde att man hade återupptäckt Griggs komet från 1902. Då hans noteringar inte var noggranna nog, fick man vänta till nästa passage år 1927 innan detta kunde helt bekräftas.
1986 räknade Ľubor Kresák fram att kometen hade observerats 1808 av Jean Louis Pons då kometen bara befann sig 0,12 AU från jorden.
Kometen har kunnat observeras vid varje periheliumpassage sedan 1922. Normalt når den magnitud 9-9,5. Vid mindre fördelaktiga förhållanden når den bara 16.
En meteorsvärm upptäcktes 1972 som har sitt ursprung i kometen. Den dyker upp runt 23 april. Svärmen är lättast att observera de år när kometen är i perihelium. 
Under 1900-talet passerade kometen nära jorden vid 12 tillfällen och vid fyra tillfällen nära Jupiter. Det senare fick konsekvensen att omloppstiden ändrades från 4,83 till 5,63 år. På samma gång har perihelieavståndet ökat från 0,75 till 1,34 AU.
Banelementen för kometen är osäkra eftersom de inte beräknats sedan 2007. Då beräknades nästa periheliepassage ske i mars 2008.

## Giotto
Rymdsonden Giotto besökte kometen 10 juli 1992 på ett avstånd av 200 km. Detta skedde efter att samma rymdsond tidigare besökt Halleys komet. Man kunde då jämföra de två kometernas sammansättning och magnetfält, men inga bilder togs.